# Glenwood (Missouri)
Glenwood è un villaggio degli Stati Uniti d'America, situato nello Stato del Missouri, nella contea di Schuyler.